# Bure Equity
Denna artikel handlar om investmentbolaget, för stiftelsen och det tidigare skogsindustribolaget se Bure AB.
Bure Equity AB är ett svenskt börsnoterat  investmentbolag.
Bure bildades 1992 ur de avvecklade löntagarfonderna och börsnoterades 1993. Det investerade bland annat i vård och köpte 1998 Sankt Görans sjukhus i Stockholm. Denna del delades 2000 ut till aktieägarna och börsnoterades under namnet Capio. Från 1998 investerade Bure i utbildningsföretag, vilka investeringar så småningom konsoliderades i företaget Academedia, som delades ut till aktieägarna 2008.
Från 2009 har Bure varit aktiv inom finanssektorn och har varit ägare till bland andra HQ Bank, Max Matthiessen och Carnegie Investment Bank och har via dotterbolaget Bure Financial Services en stor aktiepost i Catella.
År 2010 gick Bure ihop med Skanditek Industriförvaltning, som var dominerande ägare av Bure.
Totala substansvärdet uppgick den 31 december 2016 till sex miljarder kronor och de största innehaven var i bolagen Mycronic och Vitrolife. Företaget har också andelar i bland andra industriföretaget Cavotec, läkemedelsföretaget MedCap, det medicinteknikföretaget Xvivo Perfusion och auktionsbolaget Lauritz.com.
Henrik Blomquist tillträdde som vd 2014. Styrelseordförande sedan 2013 är Patrik Tigerschiöld.